# Izier
Izier és un municipi francès, situat al departament de la Costa d'Or i a la regió de Borgonya - Franc Comtat. L'any 2007 tenia 666 habitants.

## Demografia

### Població
El 2007 la població de fet d'Izier era de 666 persones. Hi havia 217 famílies, de les quals 32 eren unipersonals (24 homes vivint sols i 8 dones vivint soles), 60 parelles sense fills, 113 parelles amb fills i 12 famílies monoparentals amb fills.
La població ha evolucionat segons el següent gràfic:
Habitants censats

### Habitatges
El 2007 hi havia 229 habitatges, 220 eren l'habitatge principal de la família, 2 eren segones residències i 7 estaven desocupats. 225 eren cases i 3 eren apartaments. Dels 220 habitatges principals, 202 estaven ocupats pels seus propietaris, 16 estaven llogats i ocupats pels llogaters i 2 estaven cedits a títol gratuït; 2 tenien dues cambres, 19 en tenien tres, 34 en tenien quatre i 165 en tenien cinc o més. 188 habitatges disposaven pel capbaix d'una plaça de pàrquing. A 56 habitatges hi havia un automòbil i a 153 n'hi havia dos o més.

### Piràmide de població
La piràmide de població per edats i sexe el 2009 era:
| Homes | Edats   | Dones |
| ----- | ------- | ----- |
| 0     | 95 o +  | 0     |
| 0     | 90 a 94 | 4     |
| 4     | 85 a 89 | 0     |
| 0     | 80 a 84 | 4     |
| 8     | 75 a 79 | 8     |
| 4     | 70 a 74 | 4     |
| 4     | 65 a 69 | 0     |
| 12    | 60 a 64 | 8     |
| 20    | 55 a 59 | 4     |
| 20    | 50 a 54 | 20    |
| 20    | 45 a 49 | 32    |
| 44    | 40 a 44 | 20    |
| 40    | 35 a 39 | 60    |
| 24    | 30 a 34 | 16    |
| 8     | 25 a 29 | 8     |
| 20    | 20 a 24 | 8     |
| 12    | 15 a 19 | 24    |
| 72    | 10 a 14 | 56    |
| 44    | 5 a 9   | 16    |
| 12    | 0 a 4   | 28    |

## Economia
El 2007 la població en edat de treballar era de 468 persones, 341 eren actives i 127 eren inactives. De les 341 persones actives 327 estaven ocupades (178 homes i 149 dones) i 14 estaven aturades (5 homes i 9 dones). De les 127 persones inactives 41 estaven jubilades, 69 estaven estudiant i 17 estaven classificades com a «altres inactius».

### Ingressos
El 2009 a Izier hi havia 243 unitats fiscals que integraven 740,5 persones, la mediana anual d'ingressos fiscals per persona era de 21.854 €.

### Activitats econòmiques
Dels 19 establiments que hi havia el 2007, 8 eren d'empreses de construcció, 7 d'empreses de comerç i reparació d'automòbils, 1 d'una empresa d'hostatgeria i restauració i 3 d'empreses de serveis.
Dels 8 establiments de servei als particulars que hi havia el 2009, 1 era un taller de reparació d'automòbils i de material agrícola, 1 paleta, 1 guixaire pintor, 1 fusteria, 2 lampisteries, 1 electricista i 1 restaurant.
Dels 2 establiments comercials que hi havia el 2009, 1 era una fleca i 1 una joieria.
L'any 2000 a Izier hi havia 5 explotacions agrícoles.

## Equipaments sanitaris i escolars
El 2009 hi havia 1 escola maternal i 1 escola elemental.

## Poblacions més properes
El següent diagrama mostra les poblacions més properes.